# Coilodera alveata
Coilodera alveata är en skalbaggsart som beskrevs av Oliver Erichson Janson 1884. Coilodera alveata ingår i släktet Coilodera och familjen Cetoniidae. Inga underarter finns listade i Catalogue of Life.